# Diestelow
Diestelow ist ein Ortsteil der Stadt Goldberg im Landkreis Ludwigslust-Parchim in Mecklenburg-Vorpommern (Deutschland). Bis Jahresende 2011 war Diestelow eine eigenständige Gemeinde mit den Ortsteilen Diestelow, Grambow, Neuhof und Sehlsdorf.

## Geografie und Verkehr
Der Ort liegt vier Kilometer südlich von Goldberg und zehn Kilometer nördlich von Lübz.
Die leicht hügelige Landschaft wird meist landwirtschaftlich genutzt, nur im Westen befindet sich ein größeres Waldgebiet. Höchster Punkt um Diestelow ist der Kraunsberg mit 83,8 m ü. HN. Im Ortsgebiet befindet sich der Diestelower See.
Nördlich von Diestelow verläuft die Bundesstraße 192. Über diese erreicht man den Anschluss Malchow der Bundesautobahn 19 (ca. 20 km).

## Geschichte
Diestelow gehörte im 13. Jahrhundert zum Besitz derer von Brüsewitz. In der Bestätigungsurkunde vom 10. August 1295 wurde auch das Dorf „Distelowe“ (Ditelow) aufgeführt.
Der Ortsname Diestelow stammt aus dem Slawischen und soll sich von tun oder arbeiten ableiten. Es könnte aber auch ein slawischer Personenname (Ort des Zdislav) sein.
Möglicherweise war das Gut Diestelow der Stammsitz der erloschenen Adelsfamilie von Dystelowe, deren Mitglieder Ratsherren in Goldberg und in Güstrow waren und als Vasallen der Fürsten zu Werle noch im 14. Jahrhundert genannt wurden. Nach 1310 hatte das Kloster Neuenkamp auch Besitzungen südlich und östlich von Goldberg erworben. Darunter waren neben dem Dorf Medow mit seinem Kleinen und Großen Medower See auch die Mühle in Diestelow.
Um 1391 gehörte Diestelow als Außenbesitzung zum ritterschaftlichen Gut Werder, das nach den späteren Besitzern Fineken dann Finkenwerder genannt wurde. Diestelow ist eine slawische Siedlung, die mehrmals verlegt wurde. Der alte Ort hatte als kleine dörfliche Siedlung schon zehn Gehöfte. 1437 ließ Abt Johannes vom Kloster Neuenkamp die Urkunden über den Erwerb der Mühlen zu Plau, des Hofes Goldberg und der Mühle bei Diestelow transsummieren.
Das neue Diestelow vergrößerte sich durch zugewanderte Siedler ständig.
Besitzerfolge von Diestelow:
- 1450 von Weltzien
- 1486 Wedige von Maltzan
- 1492 Mecklenburgische Herzöge

Diestelow hatte 1496 noch 26 Bauernstellen. 1540 wurden 14 Hufen von 14 Bauern bewirtschaftet, weitere sieben Hufen gehörten bereits zum Gut. Als Hufe wurde der Wirtschaftsbetrieb eines Bauern (Hufners) mit seinem Anteil am Dorfgebiet (Weide-, Wald-, Gewässer- und Wiesennutzung) bezeichnet.

### Dorf
Am Beginn des Dreißigjährigen Krieges gab es zehn Bauern und neun Kossäten in Diestelow. Das Dorf war Ende des Krieges wüst. Wegen Pachtzahlungen gab es 1698 Streit unter den Erben des Georg von Linstow, braunschweig-lüneburger Oberst und Kommandeur der Festung Harburg, als Gutsbesitzer auf Woosten und Diestelow. Um 1704 ließ Levin Heinrich von Linstow in Diestelow einen neuen Hof anlegen, nahm dort seinen Wohnsitz mit 12 Angestellten, darunter Diener, Kindermädchen, Mägde, Knechte, Kutscher und Schützen. Ab 1712 kam das große Nachbargut Brüz hinzu. Nach dem Beichtkinderverzeichnis von 1704 lebten in Diestelow 54 Personen. Darunter waren drei Bauern, ein Schmied, zwei Dröscher (Tagelöhner beim Dreschen auf dem Gutshof), drei Käter (Bewohner einer Dorfkate zum Bauernhof gehörend), ein Kuh- und ein Schweinehirte und ein armen Mann.
Diestelow hatte bis zur Absenkung des Langenhägener Sees um 1800 eine Wassermühle an der Störbeck, etwa 500 Meter nördlich des Ortes. In der Dorfmitte standen eine Schmiede und der Krug. 1806 plünderten napoleonische Truppen den Hof Diestelow und das Pfarrhaus in Brüz. Der Dorfkrug war noch 1870 Station der Postkutsche von Güstrow über Goldberg nach Lübz und Parchim. Neben einer Ziegelei am Fuchsberg verarbeitete ab 1900 eine Dampfmolkerei die anfallende Milch des Gutes. Die Ziegelei wurde schon 1756 erwähnt und lag an der alten Landstraße von Goldberg nach Lübz. Pfarrakten belegen 1766 einen Verkauf von Mauersteinen nach Kuppentin. Bis 1787 soll die Ziegelei noch bestanden haben. Ab 1813 produzierte man wieder, stellte aber 1909 den Betrieb ganz ein. Der letzte Ziegelmeister war Heinrich Buchin, der ab 1899 auch als Schöffe in Goldberg tätig war. Am 7. Oktober 1896 wurde durch Brandstiftung das Viehhaus mit 37 Kühen vernichtet. Die Feuerspritzen aus Goldberg, Dobbertin, Woosten und Diestelow waren im Einsatz, konnten nur noch den Schafstall retten.
Besitzfolge des Gutes:
- 1698 Georg von Linstow
- 1704 Levin Heinrich von Linstow
- 1712 Georg von Linstow
- 1744 von dem Knesebeck mit dem Vorwerk Neuhof
- 1781 Peter Franz von Normann, seit 1781 Gut Brüz
- 1790 Familie von Meerheimb
- 1796 Franz von Reden
- 1799 Ernst Ludwig Engel
- 1803 Hans Georg Hartwig von Flotow, Düßler und Steinmann
- 1849 Carl Max von Behr
- 1850 Brüder Ulrich, Felix und Maximilian von Behr
- 1865 Maximilian von Behr[7]
- 1904 Wilhelm von Treuenfels aus Lenschow
- 1926 Familie Schulz
- 1937 Familie Kruhöffer

Am 7. November 1911 nahm der Diestelower Holländerpächter Baack an der Geschworenenwahl in Goldberg teil. Der am 7. September 1915 entwichene russische Kriegsgefangene Wassili Gagalin wurde öffentlich gesucht und am 2. März 1919 hatte man auf der Generalversammlung des Kriegervereins Below-Techentin im Gasthaus Wilke den aus dem Feld zurück gekerten Rittmeister von Treuenfels zum 1. Vorsitzenden gewählt.
Die Inflation ruinierte viele Landwirte, auch von Treuenfels war hoch verschuldet und musste 1926 das Gut verkaufen. Durch das Vorkaufsrecht kam Diestelow-Neuhof 1927 an die Mecklenburgische Landgesellschaft. Die 899 Hektar wurden bis 1931 in 60 Siedlerstellen unterschiedlicher Größe aufgeteilt. Von 42 Siedlungen erhielten 24 Neubauten, die als sogenannte Winkelbauten ausgeführt wurden. Bei 18 Siedlern wurden die vorhandenen Gutsgebäude durchgebaut. Die Siedler kamen vorwiegend aus Hessen, Westfalen und Pommern. Von 1934 bis 1940 gab es bei den Siedlern und deren Eigentumsgrundstücken Unterstützungen bei Baudarlehen und bei der Kreditgewährung zur Sesshaftmachung.
Ab 1944 wurden das Gutshaus für Umsiedlerunterkünfte bereitgestellt und weitere Flüchtlinge in den umliegenden Bauernhäuser und errichteten Behelfsheimen untergebracht. Da Diestelow schon zwischen 1927 und 1931 aufgesiedelt war, wurde hier die Bodenreform nicht durchgeführt. 1952 entstand die Landwirtschaftliche Produktionsgenossenschaft (LPG), die 1954 als LPG 7. Oktober mit den umliegenden Dörfern vereinigt wurde. 1973 kam es durch Zusammenschluss mit Goldberg, Langenhagen und Wendisch Waren zur Bildung einer Kooperativen Abteilung Pflanzenproduktion (KAP). 1991 erfolgte die Umbildung zur Agra GmbH Diestelow.
Der ehemalige Ortsteil Neuhof wurde zwischen 1744 und 1751 von dem Knesebeck angelegt. Im mecklenburgischen Beichtkinderverzeichnis von 1751 heißt es: auf dem Neuen-Hof, welchen der Herr Cammer Junker von dem Knesebeck angelegt hat, sind ehem. Schäfer Hans Prävecke mit Frau und Tochter (3 Beichtkinder). Das in der Mitte des 19. Jahrhunderts gebaute Gutshaus wurde Ende der 1980er Jahre abgerissen. Reste der einst großräumigen Gutsanlage sind mit Nebengebäuden erhalten geblieben.
Am 1. Januar 1951 kamen Grambow und Sehlsdorf zu Diestelow. Am 1. Januar 2012 wurde Diestelow nach Goldberg eingemeindet.

### Gutsanlage
Diestelow und Neuhof bildeten eine Gutsanlage. Es bestand aus dem Hauptgut in Diestelow und dem Vorwerk in Neuhof. Nach einem Plan mit Beschreibung der Diestelower Gutsanlage von 1926 befand sich das Hauptgebäude 200 Meter von der Kunststraße, der heutigen Landesstraße 17, entfernt, am Nordende des neun Hektar großen Diestelower Sees.
Das Gutshaus war ein eingeschossiger Backsteinbau von dreizehn Achsen, der in der zweiten Hälfte des 19. Jahrhunderts wohl um- und ausgebaut wurde. Beim zweigeschossigen Mittelrisalit waren barocke Stilelemente nicht zu übersehen. Das Gutshaus wurde 1985 abgebrochen.
Der rückseitig gelegene Landschaftspark und auch die Gutsanlage mit den Wirtschaftsgebäuden sind noch vorhanden. Zu den Wirtschaftsgebäuden gehören der Pferdestall, der Kuhstall, der Fohlen- und Jungviehstall und der Schweinestall. Neben der großen Scheune stand die lange Reithalle, die nach einem Brand zu Wohnungen ausgebaut wurde. Große Eisentore schlossen die Gutsanlage ab. Zur Landesstraße hin gibt es noch drei Arbeiterhäuser, die ehemalige Schmiede und Stellmacherei. Am 5. Oktober 1896 brannte gegen zwei Uhr infolge Brandstiftung das Viehhaus nieder. Der Schafstall wurde gerettet, aber 37 Kühe kamen um. Die Feuerspritzen aus Goldberg, Dobbertin und Woosten waren im Einsatz.
Da die Hofanlage zu weit und ungünstig von den Feldern entfernt lag, hatte man im 2,5 Kilometer entfernten Neuhof ein Vorwerk angelegt und mit einem Landweg, der heutigen Landesstraße 17 verbunden. Die Anordnung der dortigen Gebäude glich denen des Haupthofes. Die Wirtschaftsgebäude waren Fachwerkbauten, von denen einige noch vorhanden und in Nutzung sind.

### Besonderheiten

#### Siedlerschule
Bei der Siedlungsdurchführung in Mecklenburg wurde 1930 das ehemalige Rittergut in Diestelow durch die Mecklenburgische Landgesellschaft mbH (MLG) angekauft und in 40 Siedlerstellen aufgeteilt. Die herziehenden Neubauern waren in den wenigsten Fällen Bauern und ohne landwirtschaftliche Vorkenntnisse. So entstand ein Bedarf zur Ausbildung von Jungbauern. Gemeinsam mit dem evangelischen Siedlungsdienst in Bielefeld wurde eine Siedlerschule vorbereitet. Der in Berlin-Dahlem ansässige Central-Ausschuß für Innere Mission der deutschen evangelischen Kirche kaufte dazu im Februar 1931 das Restgut Diestelow mit Herrenhaus, Wirtschaftsgebäuden, Park, See und 90 Morgen Ackerland.
Der Mecklenburgische Landesverein für Innere Mission in Schwerin übernahm die Aufsicht und Geschäftsführung. dem Leiter der Schule, ein Diplomlandwirt, standen zwei Landwirte für die theoretische und praktische Ausbildung in der Landwirtschaft zur Verfügung. Bei Bedarf konnten auch Gastlehrer engagiert werden. Die Unterweisung im Hauswesen für junge Frauen wurde von einer Landpflegeschwester geleitet. Jeweils 50 Jungbauern im Alter von 18-25 Jahren wurden als Schüler zugelassen. Der Schulbetrieb erfolgte auf dem Feld, im Stall, in der Scheune und im Schulraum.
Zu Himmelfahrt 1931 wurde die Schule mit einem Festgottesdienst eröffnet.
Mit der Leitung der Siedlerschule wurde der seit 1931 in Brüz tätige Pastor Dr. theol. Gottfried Holtz betraut. Da er vorher als Jugendpastor die Bauernvolkshochschule in Wiligrad geleitet hatte, war er für diese Aufgabe bestens geeignet. Er war für die mecklenburgische Geschichte bedeutend, da er sich für Entwicklung der Jungbauern und gleichzeitig als Mitglied der Bekennenden Kirche sich auch gegen die Nazis einsetzte. Er wurde im Ort denunziert, weil er 1933 den durch die Nazis in Güstrow ermordeten Brüzer des Gutsbesitzers Lipke in Brüz beerdigte. Im Juni 1934 wurde er mit sechs weiteren Pastoren vor einem Sondergericht in Schwerin angeklagt und zu sechs Monaten Haft verurteilt und musste das Gebiet der mecklenburgischen Landeskirche, also auch Diestelow und Brüz, verlassen. Die Siedlerschule in Diestelow wurde geschlossen und das Grundstück 1937 an Herrn Kruhöffer verkauft.
Lic. Gottfried Holtz wurde nach 1945 rehabilitiert und war bis 1963 Professor für praktische Theologie an der Universität in Rostock.

#### Sagen
Ein Müller als Schimmelreiter in einer Sage über Diestelow. Zwischen Diestelow und Goldberg fließt der Grenzgraben unter der Chaussee hindurch. Dort stand früher die Mühle. Heute erinnert daran nur noch der Name Oll Moehl. Dort hatte zur Mitternachtsstunde Einer den alten Müller auf einem Schimmel am Bach lang reiten sehen. Er wurde verprügelt und konnte kaum noch gehen. Auch ein Goldberger Fuhrmann sah auf seiner Heimreise von Lübz nachts dort den Schimmelreiter stehen. Als sein Fuhrwerk sich dem Graben näherte, blieben die Pferde einfach stehen und bewegten sich nicht mehr. Es dauerte eine ganze Weile, bis sie weiter trabten.

## Sehenswürdigkeiten

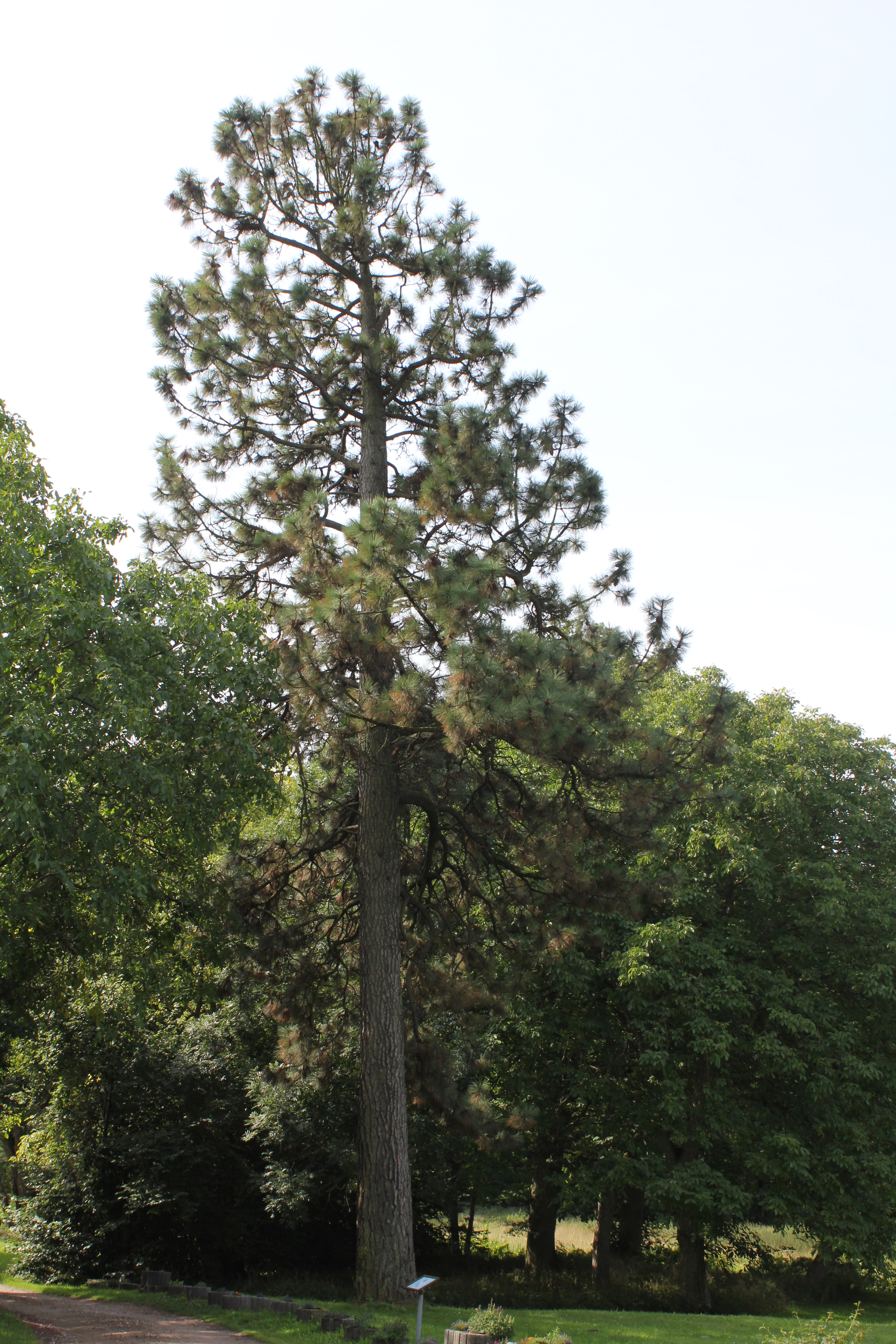
Gelbkiefer im Landschaftspark (2012)

### Landschaftspark
Der um 1850 angelegte fast 10 Hektar große Landschaftspark liegt südlich der Gutsanlage am Diestelower See. Er wurde 1938 unter Schutz gestellt und gehört seit 2004 dem Ort Diestelow. Frühere künstliche Einbauten im Stile des englischen Landschaftsparks und das alte Wegesystem sind noch erkennbar. Sehenswert ist der alte Baumbestand mit Blut- und Hängebuchen, Eiben, Gelbkiefer, Bergahorn und Flatterulmen. Einzelne von ihnen haben schon ein Alter von 500 Jahren erreicht, andere haben auch Namen erhalten, wie die Smädeick, der auf eine ehemalige Schmiede hinweist. In einigen wurde der Eremit, ein in Europa seltener und im Mulm alter Bäume lebender Käfer, nachgewiesen.
Der Rosengarten wurde 1995 zum Teil auf der Fläche des ehemaligen Gutshauses angelegt.

## Personen, die in Diestelow wirkten
- Gottfried Holtz[16][17]

### Gedruckte Quellen
- Mecklenburgisches Urkundenbuch (MUB)
- Pommersches Urkundenbuch (PUB)

### Ungedruckte Quellen
Landeshauptarchiv Schwerin (LHAS)
- LHAS 3.2-3/1 Landeskloster/Klosteramt Dobbertin
- LHAS 5.12-3/1 Mecklenburg-Schwerinsche Ministerium für Innern
- LHAS 5.12-4/3  Ministerium für Landwirtschaft, Domänen und Forsten, Abt. Siedlungsamt
- LHAS 5.12-7/1 Ministerium für Unterricht, Kunst, geistliche und Medizinalangelegenheiten. Nr. 5808 Siedlerschule Diestelow
- LHAS 9.1-1 Reichskammergericht

Landeskirchliches Archiv Schwerin (LKAS)
- LKAS, OKR Schwerin, Specialia Abt. 1 (03. 01. 02) Nr. 090 Brüz, Nr. 044 Evangelische Siedlungsschule in Diestelow 1930–1938, Nr. 049 von Treunfels’sches Familien-Erbbegräbnis, Park zu Diestelow 1917–1918

## Karten
- Wiebekingsche Karte von Mecklenburg 1786.
- Charte von den Besitzungen des Klosters Dobbertin, Abteilung II. enthält Sehlsdorff, angefertigt nach den vorhandenen Gutskarten im Jahre 1866 durch S. H. Zebuhr.
- Topographische Karte, 2438 Goldberg, 1993.
- Offizielle Rad- und Wanderkarte Naturpark Nossentiner/Schwinzer Heide 2010.